# Conopophaga castaneiceps
Conopophaga castaneiceps là một loài chim trong họ Conopophagidae.
Loài này được tìm thấy ở Colombia, Ecuador và Peru. Môi trường sống tự nhiên của chúng là rừng núi ẩm nhiệt đới hoặc cận nhiệt đới.

## Hình ảnh

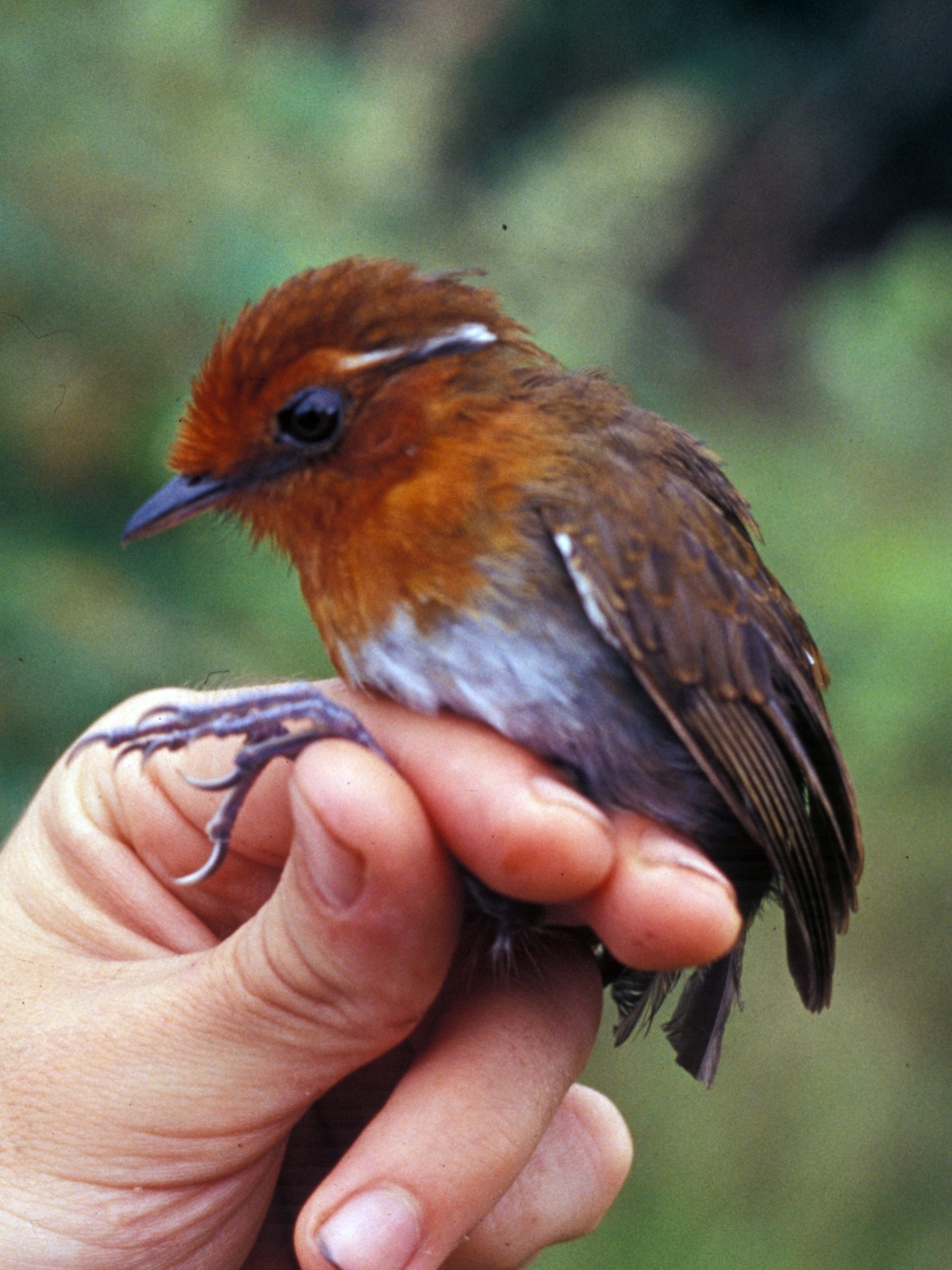
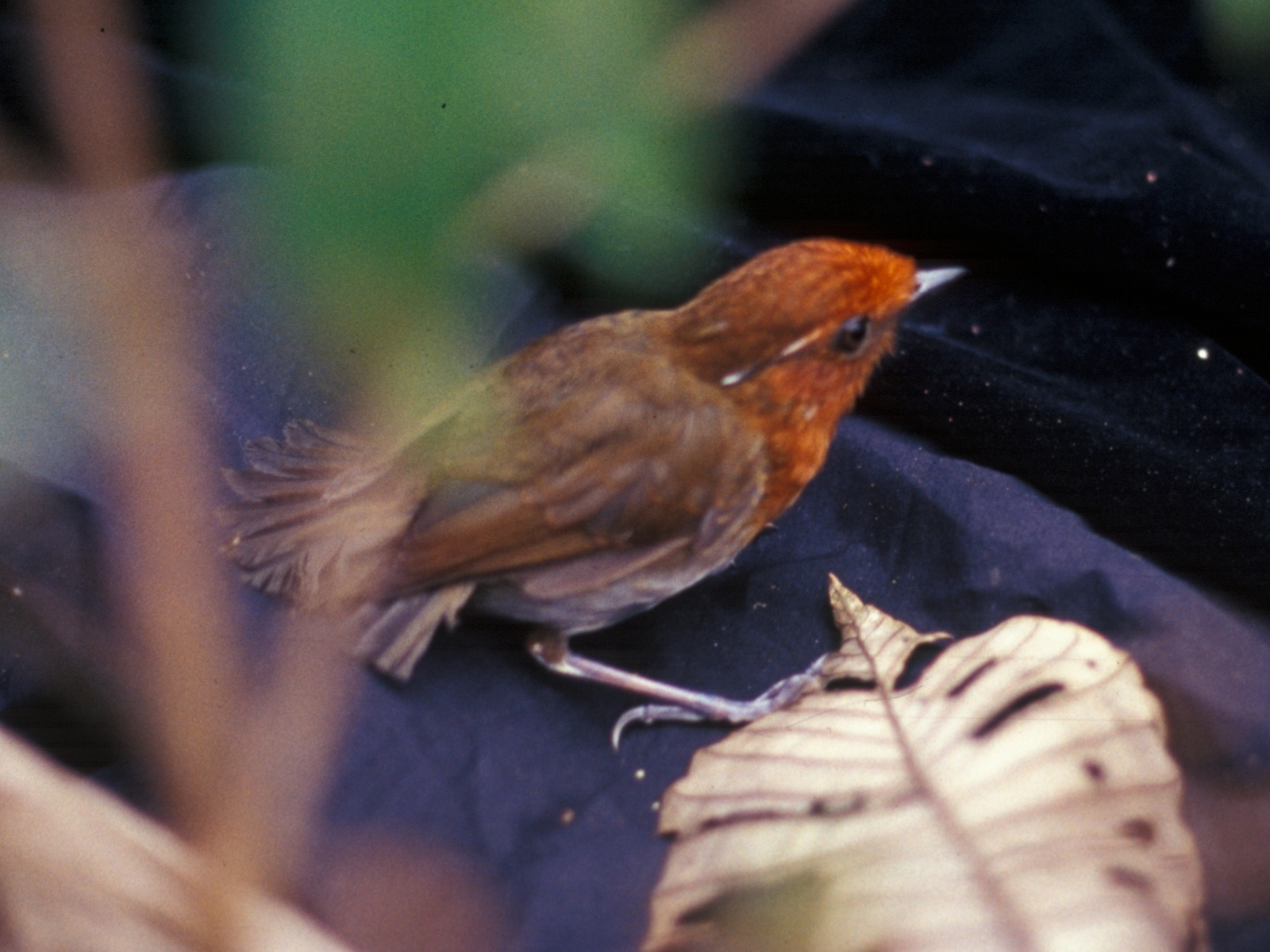